# Бурхард I (пфальцграф Саксонии)
Бурхард I (нем. Burchard I.; умер после 3 ноября 1017) — граф в Хассегау (991), пфальцграф Саксонии (1003), граф Мерзебурга (1004), императорский фогт (1012).
Его отцом был или Бурхард IV, граф в Хассегау (погибший в Калабрии в 982 году), или Зигфрид, граф в Хассегау в 961—980 годах.
В 1004 году после смерти Эзико Мерзебургского Бурхард I получил его графство за исключением 4-х городов по реке Мульде.
В 1015 году принял участие в войне с Польшей и был тяжело ранен. После этого долго болел и в результате этой болезни умер.
О жене и детях Бурхарда I точных сведений нет. По наиболее распространённой версии его женой была Ода Мерзебургская (ум. 1045), дочь пфальцграфа Зигфрида II. Предполагаемые дети:
- Фридрих I (ум. 1042), пфальцграф Саксонии с 1038 года
- Зигфрид (ум. 15 апреля 1038), пфальцграф Саксонии с 1017 года
- Бруно (ок. 1000 — 10 февраля 1055), с 1037 года — епископ Миндена.